# Bertel Storskrubb
Alf Bertel Storskrubb, detto Bebbe (Jakobstad, 24 aprile 1917 – Helsinki, 21 aprile 1996), è stato un ostacolista e velocista finlandese.

## Palmarès

### Europei
- 1 medaglia:
  - 1 oro (Oslo 1946 nei 400 metri ostacoli)